# Det yttersta vapnet
Det yttersta vapnet (franska: Face au drapeau) är en äventyrsroman från 1896 av den franske författaren Jules Verne. Den handlar om en vetenskapsman som uppfinner ett supervapen som kan ge världsherravälde åt den som kontrollerar det, men när inga stater vill ha vapnet, och uppfinnaren istället blir inspärrad, hamnar vapnet istället i händerna på en piratliga. Boken gavs ut på svenska 1973 i översättning av Jonas Norén. Filmen Det fantastiska äventyret från 1958 i regi av Karel Zeman bygger löst på boken.